# Verrerie de Charles-Fontaine
La verrerie de Charles-Fontaine est une verrerie située à Saint-Gobain, en France.

## Localisation
La verrerie est située sur la commune de Saint-Gobain, dans le département de l'Aisne.

## Historique
Le monument est inscrit au titre des monuments historiques en 1928.